# 강재은
강재은(1976년 3월 19일 ~ )은 대한민국의 배우이다.

## 학력
- 용인대학교 연극과

## 출연작

### 영화
- 《담보》 (2020년)- 공장 감독관 역
- 《속물들》 (2019년)- 미술관 작가들 역
- 《염력》 (2018년)- 유치장 경찰 역
- 《파란 입이 달린 얼굴》 (2018년) - 택연 역
- 《마스터》 (2016년) - 금융정보분석원 직원 2 역
- 《고산자, 대동여지도》 (2016년) - 천주교집회장 남자신도 6 역
- 《사냥》 (2016년) - 형사 4 역
- 《레나》 (2016년) - 한성회사대표 역
- 《특종: 량첸살인기》 (2015년) - CNBS 기자 1 역
- 《하모니》 (2010년) - 수행원 역
- 《경북 문경으로 시작하는 짧은 주소》 (2009년)
- 《해운대》 (2009년) - 파라솔 남 역
- 《맨데이트: 신이 주신 임무》 (2008년) - 목격자 1 역
- 《좋은 놈, 나쁜 놈, 이상한 놈》 (2008년) - 삼국파 역
- 《형사 Duelist》 (2005년) - 마부 역
- 《천군》 (2005년) - 변방 청년 4 역